# USS Quincy (CA-39)
USS Quincy (CA-39) – amerykański krążownik ciężki z okresu II wojny światowej, należący do typu New Orleans. W składzie US Navy od 1936 roku, służył zarówno na Pacyfiku jak i Oceanie Atlantyckim, odbył również kilka rejsów zagranicznych. Po wybuchu wojny prowadził Patrole Neutralności na Atlantyku. Od czerwca 1942 roku ponownie na Pacyfiku, wziął udział w walkach o Guadalcanal. Zatonął 9 sierpnia 1942 roku, w trakcie nocnej bitwy koło wyspy Savo, wraz z 370 członkami załogi.

## Projektowanie i budowa
USS „Quincy” był szóstym z serii siedmiu krążowników ciężkich typu New Orleans, zaprojektowanych w 1930 roku, z uwzględnieniem doświadczeń eksploatacji wcześniejszych jednostek tej klasy. Miały one odmienną sylwetkę, inny typ pomostu bojowego, wyposażenie lotnicze ulokowane za kominami, nie pomiędzy nimi, oraz lepiej zaplanowany rozkład pancerza. Dwa ostatnie okręty typu: „Quincy” i „Vincennes” zostały dodatkowo przeprojektowane, głównie dla uzyskania oszczędności tonażowych pod przewidywane przyszłe modyfikacje.
Stępkę pod CA-39 położono w stoczni koncernu Bethlehem Steel w Quincy w stanie Massachusetts 15 listopada 1933 roku. Uroczystość wodowania odbyła się 16 czerwca 1935 roku, zaś matką chrzestną okrętu została Catherine Lovering Morgan, żona bankiera Henry’ego S. Morgana i córka byłego Sekretarza Marynarki, Charlesa Francisa Adamsa, potomkini pułkownika Johna Quincy’ego, na cześć którego otrzymało swą nazwę miasto w Massachusetts.
Podczas prac wyposażeniowych na jednostce wybuchł pożar, który spowodował zniszczenia w instalacjach elektrycznych. Ich naprawy kosztowały około 100 tys. ówczesnych dolarów i opóźniły wejście okrętu do linii. Kolejną przyczyną opóźnień były odkryte wady materiałowe w przekładniach redukcyjnych, które musiały być wymienione. Ostatecznie „Quincy” został wcielony do US Navy w Bostonie, 9 czerwca 1936 roku. Jego pierwszym dowódcą został mianowany komandor William F. Amsden, weteran I wojny światowej.

## Opis konstrukcji
„Quincy” miał kadłub z uskokiem za drugim kominem, za którym ulokowano całość wyposażenia lotniczego. Jego długość całkowita wynosiła 179,22 m (176,18 m na konstrukcyjnej linii wodnej), szerokość maksymalna 18,82 m, zaś średnie zanurzenie 6,93 m. Projektowana wyporność standardowa była określona na 9375 długich ton (ts), nie są znane rzeczywiste wartości wyporności okrętu. Napęd stanowiły cztery turbiny parowe Westinghouse, o łącznej projektowanej mocy 107 000 shp, umieszczone w dwóch przedziałach maszynowni. Parę o ciśnieniu 32 atm i temperaturze 342 °C dostarczało osiem kotłów Babcock & Wilcox, ustawionych po dwa w czterech kotłowniach. Turbiny napędzały za pośrednictwem przekładni mechanicznych cztery wały z trójłopatowymi śrubami. Miały one zapewniać prędkość maksymalną 32,75 węzła i takie wartości były uzyskiwane na próbach morskich. Projektowany zasięg przy maksymalnym zapasie 2160 ts paliwa płynnego i prędkości ekonomicznej 15 węzłów wynosił 10 000 mil morskich, rzeczywisty w warunkach wojennych około 7600 mil morskich. Instalacja elektryczna zasilana była przez cztery turbogeneratory o mocy po 250 kW. W odróżnieniu od wcześniejszych jednostek typu, „Quincy” miał zainstalowane dwa awaryjne generatory wysokoprężne, o mocy po 600 kW. Krążownik posiadał pojedynczy ster.
Główne uzbrojenie artyleryjskie stanowiło dziewięć dział 203 mm L/55 Mk. 12, umieszczone po trzy na wspólnych łożach w wieżach artyleryjskich, dwóch w superpozycji na dziobie, trzeciej na rufie. Każda z wież miała masę 254 ton. Zapas amunicji wynosił po 150 pocisków na lufę. Artyleria średnia składała się z ośmiu pojedynczych półautomatycznych armat uniwersalnych Mk 10 L/25 kal. 127 mm, ustawionych po cztery na stanowiskach na burtach na śródokręciu. Początkowe lekkie uzbrojenie przeciwlotnicze stanowiło osiem wielkokalibrowych karabinów maszynowych kal. 12,7 mm, w latach 1940–1942 zastąpionych czterema zespołami poczwórnych dział automatycznych kal. 28 mm oraz dwunastoma Oerlikonami kal. 20 mm. System kierowania ogniem stanowiły dwa dalocelowniki Mk 31 dla artylerii głównej i dwa Mk 33 dla armat uniwersalnych.
Opancerzenie okrętu składało się z pasa burtowego o grubości maksymalnej 127 mm, chroniącego przedziały siłowni, zamkniętych poprzecznymi grodziami grubości do 76 mm, pasów wewnętrznego pancerza komór amunicyjnych o grubości do 119 mm oraz 29 mm pokładu pancernego, pogrubionego do 63 mm w rejonie komór amunicyjnych. Wieże artyleryjskie miały pancerz grubości 203 mm od czoła, 38 mm na bokach i z tyłu oraz 70 mm stropu, barbety miały grubość 127 mm. Bojowe stanowisko dowodzenia było chronione 127 mm płytami pancernymi.
Wyposażenie lotnicze stanowiły cztery wodnosamoloty Curtiss SOC Seagull stacjonujące w nadbudówce hangarowej, zintegrowanej z zapasowym stanowiskiem dowodzenia w tylnej części śródokręcia. Były one wystrzeliwane z dwóch obrotowych katapult zainstalowanych bezpośrednio przed hangarem, za drugim kominem.
Według etatów pokojowych załoga liczyła 51 oficerów oraz 700 podoficerów i marynarzy. W warunkach wojennych, wraz z instalacją dodatkowego uzbrojenia przeciwlotniczego, wzrosła i w dniu zatopienia liczyła ponad 800 osób.

## Służba operacyjna

### Lata przedwojenne

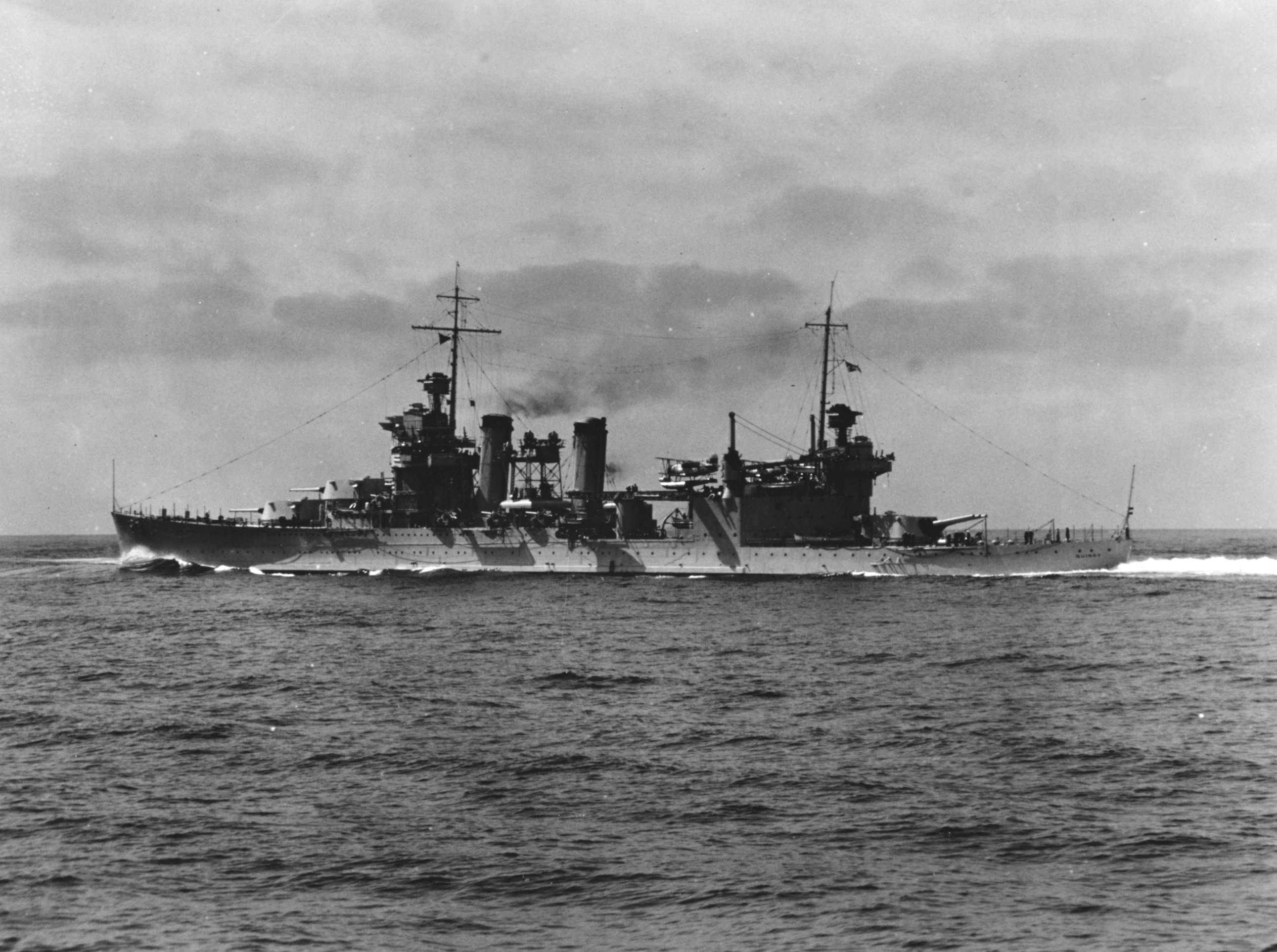
„Quincy” w 1937 r.

W swój dziewiczy rejs „Quincy” wypłynął z Norfolk 17 lipca 1936 roku, kierując się przez Ocean Atlantycki do brytyjskiego Gravesend, by następnie przez Cieśninę Gibraltarską przepłynąć na Morze Śródziemne. Reprezentował tam banderę amerykańską w obliczu nasilającej się wojny domowej w Hiszpanii. Odwiedził między innymi Motril, Malagę i Palma de Mallorca. Na jego pokładzie znalazło schronienie 490 uchodźców, których przewieziono do Marsylii i Villefranche. 27 września obowiązki wspierania amerykańskich interesów w regionie przejął lekki krążownik „Raleigh”. Po powrocie do Stanów Zjednoczonych, 5 października 1936 roku „Quincy” został odstawiony do stoczni w Bostonie, gdzie przeprowadzono reperację wykrytych podczas rejsu uszkodzeń i usterek.
Po zakończeniu prób morskich wiosną następnego roku, 12 kwietnia okręt wypłynął z Bostonu, przez Kanał Panamski na Ocean Spokojny. 10 maja dotarł do bazy w Pearl Harbor. Wszedł w skład 7. Dywizjonu Krążowników (Cruiser Division 7) Floty Pacyfiku, bazującego w San Pedro. Od grudnia 1937 roku nowym dowódcą został komandor Paul Henry Bastedo. W marcu i kwietniu 1938 roku krążownik brał udział w ćwiczeniach artyleryjskich Fleet Problem XIX, na wodach wokół Hawajów. W styczniu 1939 roku został ponownie wysłany przez Kanał Panamski na Ocean Atlantycki. W lutym brał udział w ćwiczeniach Fleet Problem XX na Morzu Karaibskim. Po ich zakończeniu, wraz z dwoma jednostkami 7. Dywizjonu: flagowym „San Francisco” oraz „Tuscaloosą”, pod dowództwem admirała Husbanda E. Kimmela, popłynął w rejs do portów Ameryki Południowej, gdzie ich obecność miała wzmocnić wpływy amerykańskie. Pomiędzy 26 kwietnia a 6 czerwca 1939 roku zespół odwiedził La Guairę, Rio de Janeiro, Montevideo, Buenos Aires, Valparaíso i Callao, w drodze przepływając Cieśninę Magellana.
Gdy we wrześniu 1939 roku w Europie wybuchła wojna, US Navy powołała tzw. Patrole Neutralności na Atlantyku. W ich ramach „Quincy”, wraz z „Vincennes”, od września do grudnia pełniły służbę u wschodniego wybrzeża i w basenie Morza Karaibskiego. Po krótkim dokowaniu w Norfolk i pod nowym dowódcą, komandorem Williamsem C. Wickhamem, krążownik odbył próby i szkolenia, po czym w maju przeszedł do bazy Guantanamo na Kubie. 1 czerwca wypłynął w swój kolejny rejs do Ameryki Południowej. Odwiedził Rio de Janeiro i Montevideo, gdzie dołączyła doń „Wichita”. Następnie obydwa okręty zawijały do Rio Grande do Sul, Rio de Janeiro, Bahii, Santos i Pernambuco w Brazylii, ponownie do Montevideo, Buenos Aires i jeszcze raz do Rio de Janeiro. Pod koniec września 1940 roku powróciły na wody amerykańskie. Po krótkim pobycie w stoczni „Quincy” wziął udział w szeregu ćwiczeń i manewrów na Morzu Karaibskim.
Od końca kwietnia 1941 roku krążownik brał udział w eskorcie transatlantyckich konwojów, którą, pomimo formalnej neutralności Stanów Zjednoczonych, podjęła US Navy. W lipcu nowym dowódcą okrętu został komandor Charlton E. Battle jr. Podczas swych rejsów po Atlantyku do grudnia 1941 roku nie miał okazji do kontaktu z nieprzyjacielem. 7 grudnia, w dniu ataku na Pearl Harbor, „Quincy”, w składzie amerykańskiego zespołu floty z lotniskowcem „Ranger”, towarzyszył brytyjskiemu konwojowi WS-12X w drodze przez Kapsztad do Singapuru.

### Pierwsze miesiące wojny

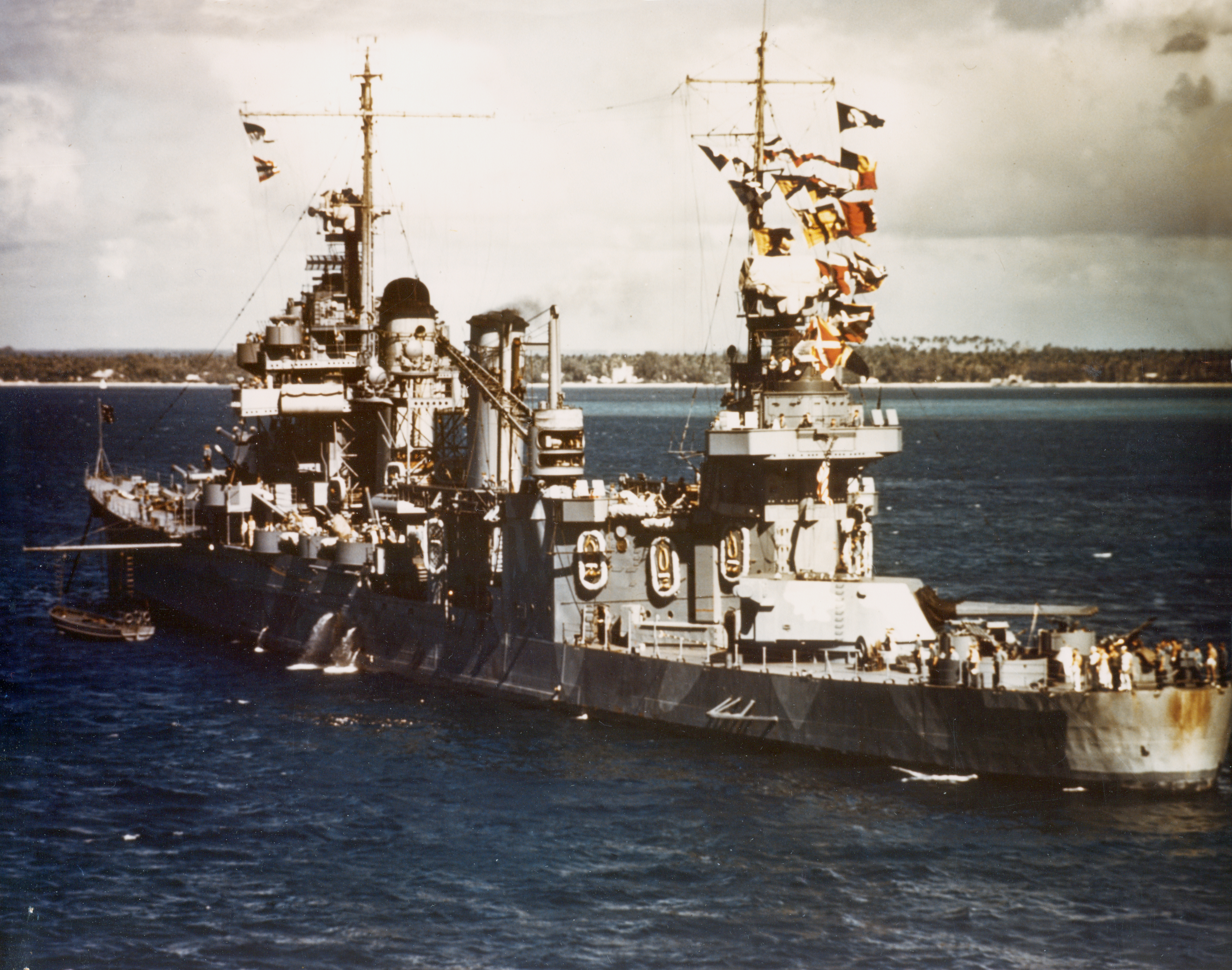
„Quincy” na Nowej Kaledonii, 3 sierpnia 1942 r.

Po doprowadzeniu konwoju WS-12X do Kapsztadu, 20 grudnia 1941 roku okręty US Navy, w tym „Quincy”, wyruszyły w drogę powrotną do Stanów Zjednoczonych. W styczniu krążownik wszedł w skład TF 15, utworzonego wokół pancernika „Texas”. Jego zadaniem była ochrona pierwszego konwoju z wojskami amerykańskimi, zmierzającymi do Europy. Po jego szczęśliwym doprowadzeniu do Irlandii Północnej, okręt zawinął na Islandię, następnie odbył patrol przeciw niemieckim rajderom w Cieśninie Duńskiej. 14 marca został odwołany do Stanów Zjednoczonych, gdzie powrócił wraz z TF 32, z pancernikiem „New York”, przy okazji eskortując konwój na Trynidad. 25 marca został odstawiony do New York Navy Yard na remont, połączony z dozbrojeniem, trwający do końca maja. W jego trakcie, 20 maja 1942 roku, nowym dowódcą został komandor Samuel N. Moore.
Po zakończeniu remontu i krótkim postoju w Norfolk, 5 czerwca „Quincy” popłynął przez Kanał Panamski na Pacyfik. Do San Diego dotarł 19 czerwca, stając się częścią TF 18 jako okręt flagowy kontradmirała Normana R. Scotta. 1 lipca opuścił San Diego, kierując się na południowy Pacyfik, w rejon Guadalcanalu. 26 lipca dołączył w rejonie Fidżi do TF 62. 7 sierpnia, w dniu desantu na Guadalcanal, jako część TG 62.3 prowadził od rana wsparcie ogniowe lądujących oddziałów w okolicy przylądka Lunga (Lunga Point). Wczesnym popołudniem jego artylerzyści wzięli udział w odpieraniu nalotu japońskich bombowców, a następnego ranka ataku samolotów torpedowych. Zgodnie z podziałem zadań dokonanym jeszcze przed rozpoczęciem walk przez dowódcę zespołu osłonowego, brytyjskiego kontradmirała Victora A.C. Crutchleya, „Quincy”, wraz z siostrzanymi „Astorią” i „Vincennes” w osłonie niszczycieli „Helm” i „Wilson”, miał patrolować akwen pomiędzy wysepkami Savo i Floridą, na północ od Guadalcanalu.

### Bitwa koło wyspy Savo

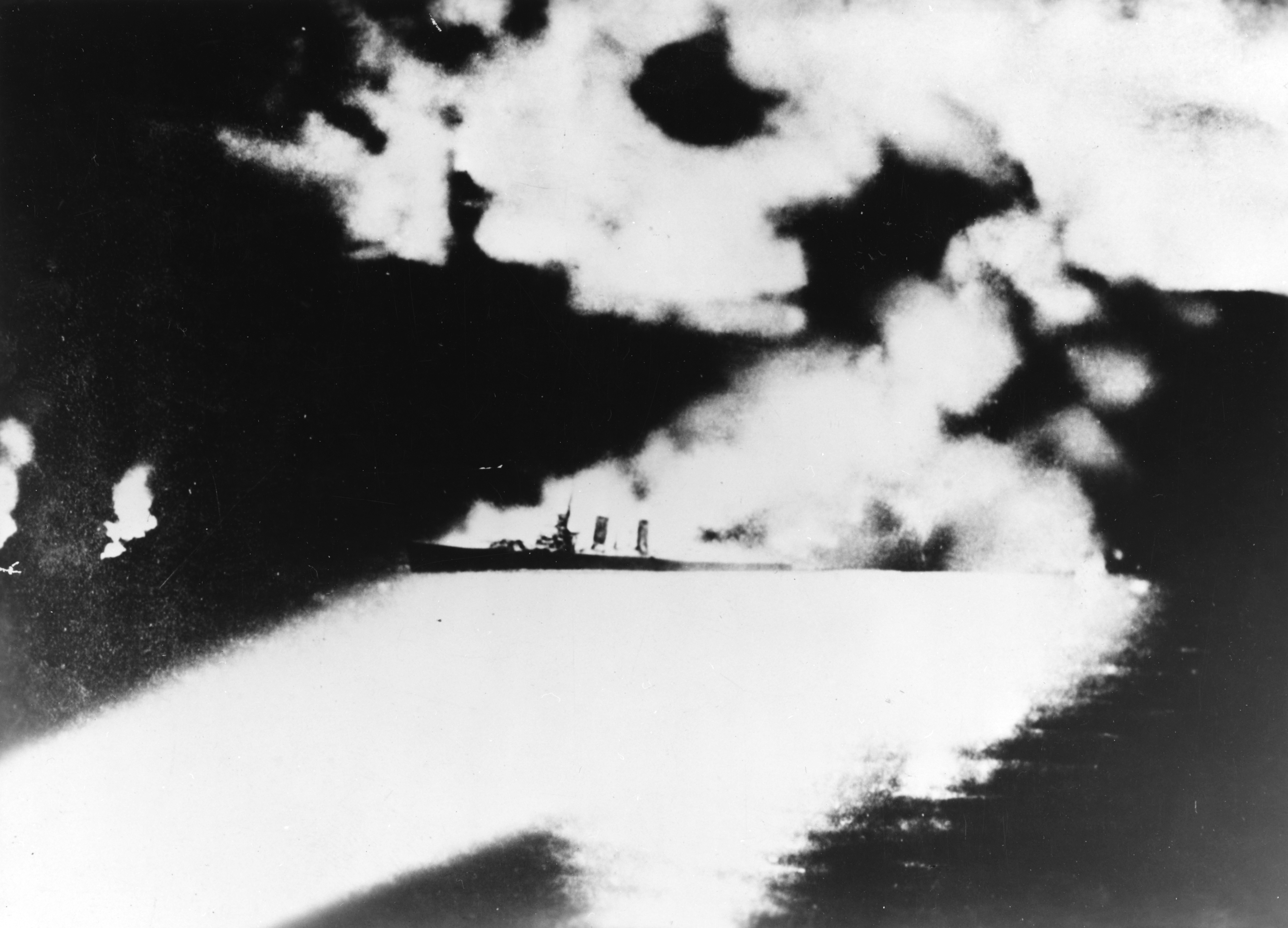
„Quincy” w świetle japońskich reflektorów podczas bitwy koło Savo, 9 sierpnia 1942 r.

Japońska reakcja na amerykański desant na Guadalcanalu była niemal natychmiastowa: już 7 sierpnia po południu z baz w Rabaulu i Kaviengu wypłynął zespół krążowników 8. Floty: ciężkie „Chōkai”, „Furutaka”, „Kako”, „Kinugasa” oraz „Aoba”, lekkie „Yūbari” oraz „Tenryū” i niszczyciel „Yūnagi”, dowodzony przez wiceadmirała Gun’ichi Mikawę. Jego zadaniem miało być niespodziewane zaatakowanie amerykańskich transportowców, zadanie im jak największych strat i wycofanie się poza zasięg amerykańskiego lotnictwa pokładowego. Japoński zespół został zauważony w drodze przez amerykański okręt podwodny S-38 oraz australijskie samoloty patrolowe, ale ich meldunki, niezbyt dokładne, zostały przekazane dowództwu sił inwazyjnych z opóźnieniem i potraktowane lekceważąco. Alianci zostali pozbawieni wsparcia lotniczego, gdy operujące wokół Guadalcanalu lotniskowce wiceadmirała Franka J. Fletchera, w obawie przed atakami japońskich samolotów torpedowych, zostały odesłane na południe, w rejon Nowej Kaledonii.
8 sierpnia wodnosamoloty, katapultowane z japońskich krążowników, dokonały rozpoznania akwenu wokół Guadalcanalu, potwierdzając nieobecność lotniskowców przeciwnika i liczbę okrętów, którymi dysponował. Mając te dane, admirał Mikawa zdecydował się podjąć ryzyko nocnego starcia. Po przegrupowaniu swojego zespołu, wieczorem ruszył w dalszą drogę, zbliżając się do Guadalcanalu od północnego zachodu. W tym czasie alianckie krążowniki i niszczyciele zajęły wyznaczone pozycje dozorowania. „Quincy” znajdował się w zespole północnym, zataczającym na wodach cieśniny figurę o kształcie zbliżonym do kwadratu, jako drugi w szyku. O 1.38 po północy 9 sierpnia Japończycy, którzy dostali się niezauważeni na akwen przyszłej bitwy, rozpoczęli atak na grupę południową, wykrytą przez katapultowane ponownie wodnosamoloty rozpoznawcze. Po błyskawicznym zdemolowaniu HMAS „Canberra”, którego wrak został rano zatopiony przez amerykańskie niszczyciele, i uszkodzeniu „Chicago”, skierowały się w stronę grupy północnej, trzech siostrzanych krążowników, których załogi wskutek błędów w komunikacji nie zdawały sobie jeszcze sprawy z sytuacji.
O 1.48 „Chōkai” wystrzelił pierwsze torpedy do zauważonych okrętów zespołu północnego. Dwie minuty później Japończycy oświetlili jednostki przeciwnika. „Aoba”, a wkrótce także „Furutaka”, „Yūbari” i „Tenryū”, skierowały swoje reflektory na „Quincy”. Załoga amerykańskiego krążownika nie była przygotowana do natychmiastowego podjęcia walki, co więcej, przez pierwsze minuty starcia była przekonana, że omyłkowo strzela do własnych jednostek. Tymczasem japońscy artylerzyści zdołali się wstrzelać i „Quincy” otrzymywał kolejne trafienia, między innymi w rufową wieżę artyleryjską oraz stacjonujące na katapultach wodnosamoloty, z których, wbrew zasadom, nie usunięto paliwa. Pożar benzyny lotniczej dodatkowo oświetlił okręt. Około 2.04 na lewej burcie eksplodowały dwie torpedy z „Tenryū”, powodując między innymi zalanie kotłowni nr 4. Ogarnięty pożarami i szybko nabierający wodę krążownik był wciąż ostrzeliwany przez okręty przeciwnika. Pomimo to artylerzystom udało się oddać jeszcze jedną (zaledwie trzecią w ciągu całego starcia) salwę w kierunku „Chōkai”. Trzy pociski trafiły, jeden z nich zniszczył kabinę operacyjną za pomostem bojowym, zabijając jej obsadę. Jedynie pięciu metrów zabrakło, by uderzył w pomost, na którym znajdował się admirał Mikawa. Ogółem pociski z „Quincy” zabiły lub raniły około 40 członków załogi japońskiego okrętu flagowego. Po kilku minutach kolejne pociski, z „Aoba”, trafiły w pomost dowodzenia amerykańskiego krążownika, zabijając większość jego obsady, w tym komandora Moore’a.
„Quincy” zaczął tonąć dziobem, przechylając się na lewą burtę. O 2.35, po eksplozji wewnętrznej, przewrócił się do góry dnem i zatonął. Śmierć w bitwie poniosło 370 (367) członków załogi, dalszych 167 zostało rannych. Większość ocalałych uratował rankiem niszczyciel „Ellet”. Ciało dowódcy okrętu zostało wyrzucone na brzeg Savo, gdzie znaleźli je i pochowali krajowcy. W 1944 roku jego imieniem nazwano niszczyciel „Samuel N. Moore”, którego matką chrzestną została wdowa po komandorze. Wcześniej, bo jeszcze w sierpniu 1942 roku, podjęto decyzję o przemianowaniu znajdującego się w budowie krążownika typu Baltimore, „St. Paul”, na „Quincy”, którego matką chrzestną przy wodowaniu została również Catherine Morgan.